# 蘿拉·鄧恩
蘿拉·伊丽莎白·鄧恩（英語：Laura Elizabeth Dern，1967年2月10日—）是一名美國女演員和監製，曾經因為作品《激情薔薇》入圍過奧斯卡最佳女主角獎，其他作品包括《侏儸紀公園》、《侏羅紀公園3》、《藍絲絨》、《十月的天空》、《面具》、《強盜保鑣》以及《那時候，我只剩下勇敢》、《美麗心計》，她也曾因為《We Don't Live Here Anymore》榮獲波士頓影評人協會獎最佳女主角獎。2017年，她以《美麗心計》拿下第75屆金球獎和第69屆艾美奖最佳劇集、迷你影集及電視電影女配角。並在2020年初以《婚姻故事》拿下金球獎電影類最佳女配角、第26屆美國演員工會獎最佳女配角獎及奧斯卡最佳女配角獎。

## 演藝生涯

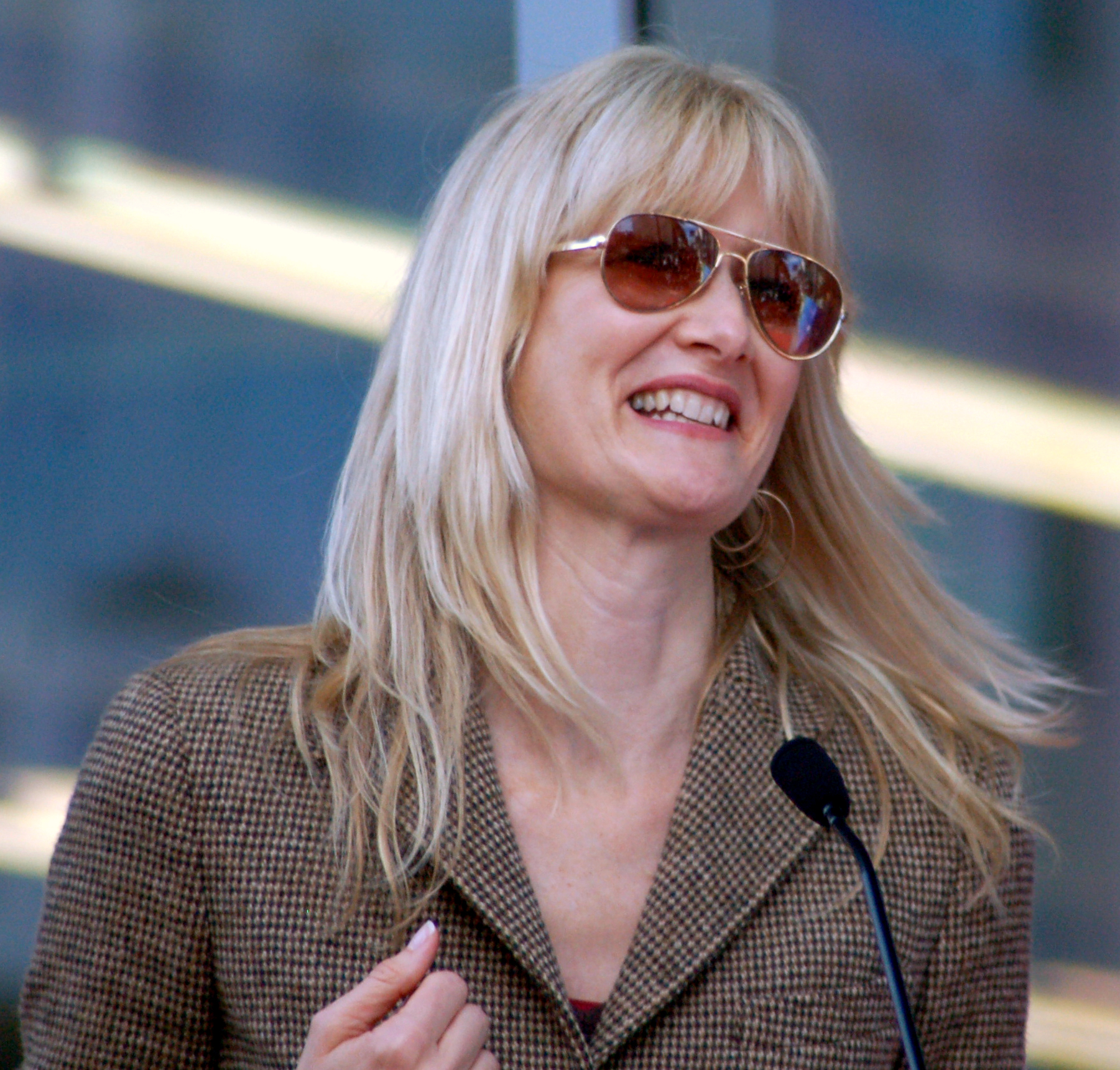
2009年

出生於美國加州，父母都是演員。早於少年時代她獲得一些參演電影之機會。但要到1980年代中，蘿拉·鄧恩才有機會嶄露頭角。這時期的代表作為《藍絲絨》。1991年，她在《激情薔薇》中飾演鄉下性感女孩，和母親黛安·拉德雙雙入圍奧斯卡最佳女主角和女配角獎，傳為一段佳話。
她整個演藝生涯多在電視演出，而最為人熟悉的作品，則為1993年的好萊塢大片《侏儸紀公園》。

## 私人生活
鄧恩曾與凱爾·麥克拉蘭、雷尼·哈林、傑夫·高布倫、比利·鮑伯·松頓交往過，其中與松頓的感情則是因為松頓娶了安潔莉娜·裘莉為妻後而結束。
鄧恩最後則是嫁給了音樂家班·哈普，兩人在交往五年後於2005年12月23日完婚，並且擁有一子一女。他們於2013年離婚。

## 作品

### 電影
- 1973年《白色閃電》飾 Sharon Anne（客串）
- 1974年《愛莉絲不住在這裡》飾 吃蛋捲冰淇淋的小女孩（客串）
- 1980年《小狐狸》飾 Debbie
- 1985年《面具》飾 Diana Adams
- 1985年《平穩的對話》飾 Connie Wyatt
- 1986年《藍絲絨》飾 桑迪·威廉斯
- 1990年《我心狂野》飾 Lula
- 1991年《激情薔薇》飾 Rose
- 1993年《侏儸紀公園》飾 愛莉·塞特勒博士（Dr. Ellie Sattler）
- 1993年《強盜保鑣》飾 莎莉·戈博
- 1996年《天使樂翻天》飾 Ruth Stoops
- 1999年《十月的天空》飾 芙禮達·萊蕾老師
- 2001年《侏羅紀公園3》飾 愛莉·塞特勒博士
- 2001年《他不笨，他是我爸爸》飾 Randy Carpenter
- 2004年《愛不再回來》飾 泰瑞·林登
- 2006年《內陸帝國》飾 Nikki Grace/Susan Blue
- 2010年《門當父不對之我才是老大》飾 普露登絲·辛蒙斯
- 2012年《世紀教主》飾 海倫
- 2014年《那時候，我只剩下勇敢》飾 Barbara "Bobbi" Grey（雪兒的母親）
- 2014年《生命中的美好缺憾》飾 Frannie Lancaster（Hazel的母親）
- 2014年《居住正義》飾 琳恩·奈許
- 2016年《屬於他們的片刻 （页面存档备份，存于）》飾 Laura
- 2016年《速食遊戲》飾 伊瑟·弗萊明
- 2017年《縮小人生》飾 蘿拉
- 2017年《STAR WARS：最後的絕地武士》飾 艾米琳·何朵中將
- 2018年《Trial by Fire （页面存档备份，存于）》(中譯：火的考驗) 飾 伊莉莎白·吉伯特
- 2018年《信箋故事（英语：The Tale）》飾 珍妮佛·福克斯（英语：Jennifer Fox）
- 2018年《JT·萊羅伊》飾 蘿拉·艾伯特
- 2019年《酷寒殺手》飾 葛蕾絲·考克曼
- 2019年《婚姻故事》飾 Nora Fanshaw
- 2019年《她們》飾 馬區媽咪
- 2022年《侏羅紀世界：統霸天下》飾 愛莉·塞特勒博士
- 2022年《愛·子》飾 Kate

### 電視影集
- 2008年《選票風波（英语：Recount (film)）》飾 凱瑟琳·哈里斯（英语：Katherine Harris）
- 2011-2013年《頓悟人生》飾 艾美·傑利柯
- 2017-2019年《美麗心計》飾 蕾娜塔·克萊
- 2017年《雙峰》飾 Diane Evans

### 電子遊戲配音
- 2019年《侏羅紀世界：進化》飾 愛莉·塞特勒博士
- 2022年《侏羅紀世界：進化2》飾 愛莉·塞特勒博士

## 主要獎項

### 奥斯卡金像獎
- 2020：最佳女配角《婚姻故事》[5]
- 2015：提名—最佳女配角《那時候，我只剩下勇敢》
- 1991：提名—最佳女主角《激情薔薇》

### 金球獎
- 2020：最佳電影女配角《婚姻故事》
- 2018：最佳女配角：电视剧、连续短剧與电视电影《美麗心計》
- 2012：最佳女主角獎：音樂及喜劇類《頓悟人生》
- 2009：最佳女配角：电视剧、连续短剧與电视电影《選票風波》
- 1993：最佳女主角：连续短剧與电视电影《Afterburn》
- 2019：提名—最佳女主角：连续短剧與电视电影《信箋故事》
- 1999：提名—最佳女主角：连续短剧與电视电影《The Baby Dance》
- 1992：提名—最佳女主角：戲劇類《激情薔薇》

### 黃金時段艾美獎
- 2017：最佳劇集、迷你影集及電視電影女配角《美麗心計》
- 2020：提名—連續劇最佳女配角《美麗心計》
- 2018：提名—有限影集/獨立單元劇集/電視電影最佳女主角《信箋故事》
- 2013：提名—最佳喜劇類影集女主角《頓悟人生》
- 2008：提名—有限影集/獨立單元劇集/電視電影最佳女配角《選票風波》
- 1997：提名—最佳喜劇類影集女客串演員《艾倫和她的朋友們》
- 1994：提名—最佳戲劇類影集女客串演員《Fallen Angels》
- 1992：提名—有限影集/獨立單元劇集/電視電影最佳女主角《Afterburn》

### 美國演員工會獎
- 2020：最佳電影女配角獎《婚姻故事》
- 2020：提名—美國演員工會獎電視戲劇類最佳集體演出《美麗心計》
- 2018：提名—美國演員工會獎電視電影或迷你影集類最佳女演員《美麗心計》
- 2009：提名—美國演員工會獎電視電影或迷你影集類最佳女演員《選票風波》

### 英國電影學院獎
- 2020：最佳女配角《婚姻故事》

## 資料來源
1. . 新华网. 2015-01-16  [2024-07-16]. （原始内容存档于2024-07-16）.
2. 新华社译名室 (编). . 北京: 中国对外翻译出版公司. 2007. ISBN 7-5001-0799-4. OCLC 646360652. NLC 003542268. Laura
(女子教名;它的变体是Lauretta、Laurana、Laurentia、Laureola和Lora;昵称Lolly。)；Dern  [英、德] 参数|quote=值左起第6位存在換行符 (帮助)（简体中文）
3. ↑   （页面存档备份，存于），第75屆金球獎完整得獎名單　《意外》電影類大贏家。
4. ↑  . Television Academy.   [2022-07-25]. （原始内容存档于2022-09-22） （英语）.
5. ↑  . Oscars.org | Academy of Motion Picture Arts and Sciences.   [2022-07-26]. （原始内容存档于2020-05-24） （英语）.

## 外部連結
- Laura Dern在互联网电影资料库（IMDb）上的資料（英文）
- 蘿拉·鄧恩在豆瓣上的资料（简体中文）
- Laura Dern在TV.com（英文）
- Laura Dern （页面存档备份，存于）在Instagram
- Laura Dern在名人資料庫（NNDB）（英文）